# Zooxanthela
Zooxanthela je označení pro jednobuněčnou fotosyntetizující řasu především z řádu obrněnek (Dinoflagellata) a někdy rozsivek (Bacillariophyceae), které žijí v endosymbióze s různými živočichy.
Mezi živočichy, kteří mají zooxanthely, patří mřížovci, korálnatci, medúzy, mlži a někteří zadožábří.
Někdy se řadí do společného rodu Symbiodinium, který je pravděpodobně monofyletický.
Podobný termín je zoochlorella, endosymbiotický organismus z rodu Chlorella (zelené řasy).